# Axel Preuß (Fußballspieler)
Axel Preuß (* 4. Februar 1947) ist ein ehemaliger deutscher Fußballspieler.

## Werdegang
Der Mittelfeldspieler Axel Preuß stieg 1971 mit dem SVA Gütersloh in die seinerzeit zweitklassige Regionalliga West auf. Drei Jahre später verpasste Preuß mit dem SVA die Qualifikation für die neu geschaffene 2. Bundesliga. 1975 wurde Preuß mit den Güterslohern westfälischer Vizemeister und erreichte bei der Deutschen Amateurmeisterschaft den dritten Platz. Axel Preuß absolvierte 65 Regionalligaspiele für den SVA Gütersloh und erzielte dabei zwei Tore. Im Jahre 1978 fusionierten die Fußballabteilungen von SVA und DJK Gütersloh zum FC Gütersloh, für den Axel Preuß noch zwei Jahre spielte.